# Majewski-Syndrom
Das Majewski-Syndrom oder Kurzrippen-Polydaktylie-Syndrom Typ Majewski ist eine besondere Form der angeborenen vererbbaren Osteochondrodysplasien mit letalem Verlauf und gehört zu den Kurzripp-Polydaktylie-Syndromen charakterisiert durch kurze Rippen und unterentwickelte Lunge.
Synonyme sind: englisch Majewski's polydactyly syndrome; Majewski’s short rib-polydactyly syndrome; Short-rib Thoracic Dysplasia 6 with or without Polydactyly; SRTD6; Short-rib Polydactyly Syndrome, Type II; SRPS, Type II; Short-rib Polydactyly Syndrome, Type IIA; SRPS2aA; Polydactyly with neonatal Chondrodystrophy, Type II
Die Erstbeschreibung erfolgte 1971 durch den deutschen Kinderarzt und Humangenetiker Frank Majewski.
Das Syndrom ist nicht zu verwechseln mit dem Lenz-Majewski-Syndrom (Hyperostotischer Kleinwuchs Typ Lenz-Majewski) oder dem Mohr-Majewski-Syndrom (Oro-fazio-digitales Syndrom Typ IV).

## Verbreitung
Die Häufigkeit dieser Krankheitsgruppe ist nicht bekannt, die Vererbung erfolgt autosomal-rezessiv.

## Ursache
Der Erkrankung liegen Mutationen im NEK1-Gen auf Chromosom 4 Genort q33 zugrunde.

## Klinische Erscheinungen
Gemeinsame Merkmale aller Kurzripp-Polydaktylie-Syndrome sind:
- Kurze Rippen mit Thorax – Hypoplasie, Lungenhypoplasie und Ateminsuffizienz
- Verkürzung und Dysplasie von Röhrenknochen, häufig Polydaktylie

Bei diesem Typ finden sich gehäuft ein relativ großer Kopf, eingesunkene Nasenwurzel, Ateminsuffizienz, Lippen-Kiefer-Gaumen-Spalte, Zähne bereits bei der Geburt, Hypoplasie von Epiglottis und Kehlkopf, Vaginalatresie, Mikropenis, kurzer malrotierter Darm, Arrhinenzephalie.

## Diagnose
Im Röntgenbild finden sich kurze Rippen, dysproportional kurze und oval erscheinende Tibia, im Gegensatz zum Beemer-Langer-Syndrom nicht gut ausgebildet, sonst gut definierte Knochen. Zur Abgrenzung des Saldino-Noonan-Syndromes normale Form der Beckenschaufel, kein metaphysärer Sporn an den langen Röhrenknochen, vorzeitige Verknöcherung der proximalen Femur- und Humerusepiphysen. Polydaktylie an Hand und Fuß.
Eine Diagnose mittels Sonographie im Mutterleib ist möglich.